# NPOESS

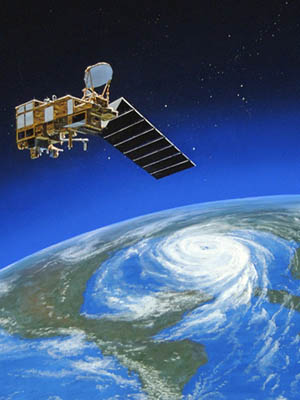
Concepção artística do satélite NPOESS.

O National Polar-orbiting Operational Environmental Satellite System (NPOESS) deveria ser a próxima geração de satélites meteorológicos dos Estados Unidos, destinados a monitorar o tempo, a atmosfera, oceanos, terras, e ambientes próximos ao espaço.
Os satélites NPOESS deveriam carregar sensores de tecnologia de ponta desenvolvidos pela NASA, porém já operacionais. A data prevista para o lançamento do primeiro satélite desse sistema, o "C1" ou "Charlie 1" era 2013. No entanto, problemas tecnológicos e os consequentes aumentos de custo atrasaram o projeto.
O sistema NPOESS deveria ser um substituto para os programas: DMSP e Polar Operational Environmental Satellites (POES). O NPOESS Preparatory Project (NPP), atualmente Suomi NPP foi planejado como uma primeira fase do NPOESS. Ele foi lançado cinco anos antes do previsto, em 28 de Outubro de 2011.
A Casa Branca anunciou em 1 de Fevereiro de 2010, que a parceria para o projeto NPOESS seria dissolvida, seguindo em duas linhas separadas:
- Uma civil, com a NOAA e a NASA, chamada Joint Polar Satellite System (JPSS), com lançamento previsto para 2017.[4]
- E outra militar, com o Departamento de Defesa dos Estados Unidos, chamada Defense Weather Satellite System, com lançamento previsto para 2018.[5]